# 东巴经

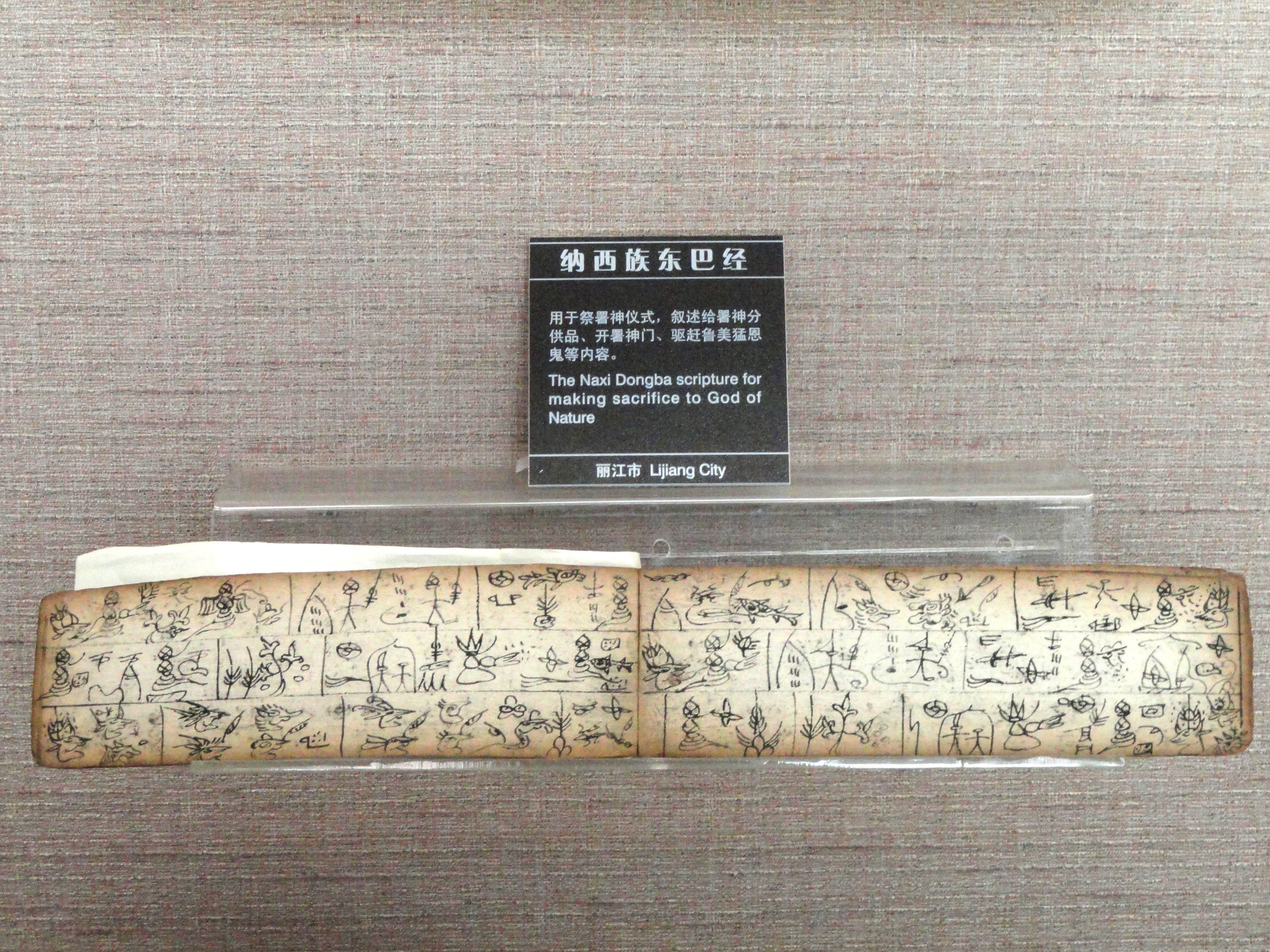
《东巴经》（摄于云南民族博物馆）

《东巴经》是东巴教的重要經典，是古代納西族東巴祭司用東巴文和格巴文書寫經書，全书约二万多卷。
它包括了祭天经、祭风经、开丧经、超荐经、祭龙王经、除秽经、求寿经、零杂经、卜算经、诵经及跳神规程。這些經書記錄了古代納西族先民的語言、文字、社會、歷史、天文、曆法、地理、神話、宗教、哲學、詩歌、音樂、舞蹈、美術等內容。